# Sol LeWitt

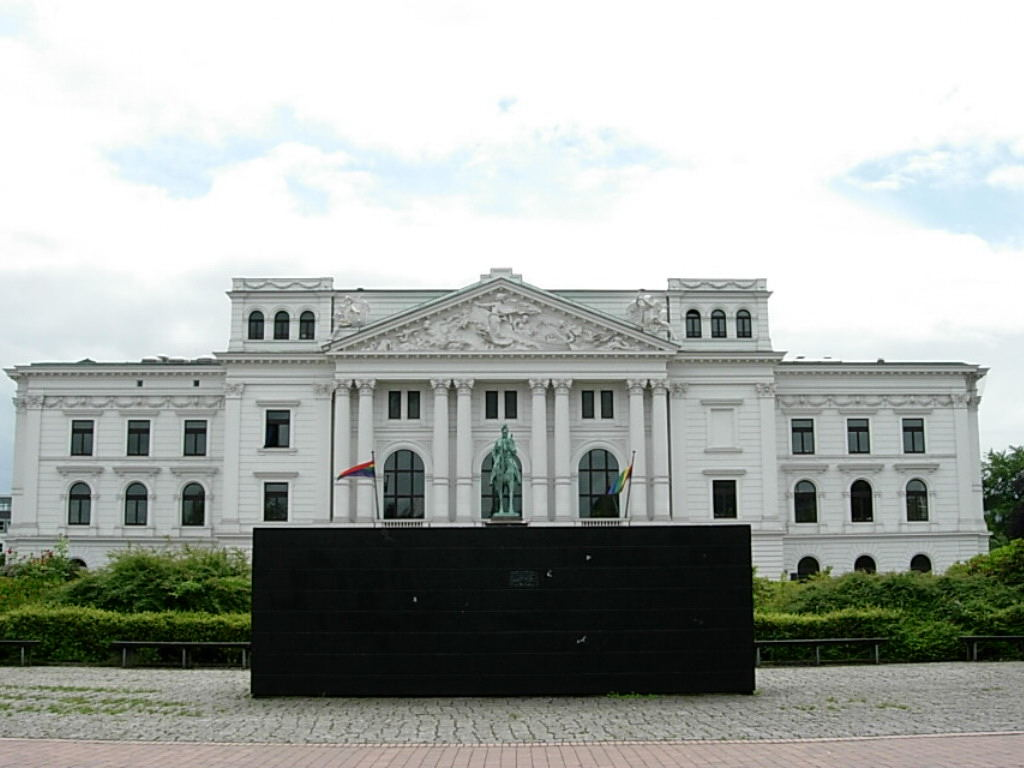
Black Form Dedicated to the Missing Jews (1987), Altona stadhuis, Altona, Hamburg, Duitsland

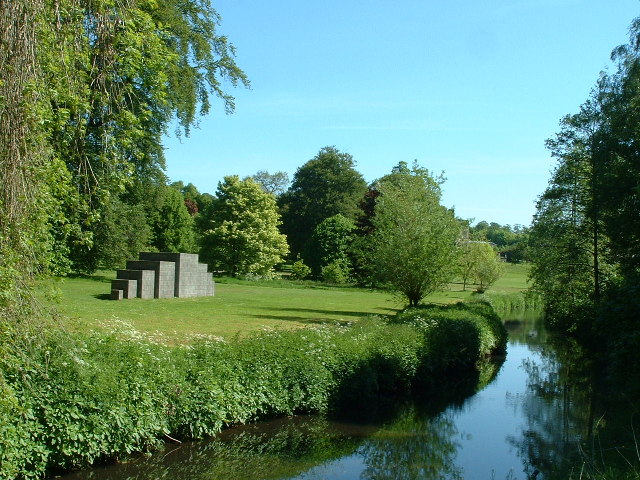
Cinder Blocks 123454321 (1993) Yorkshire Sculpture Park

Sol LeWitt (Hartford (Connecticut), 9 september 1928 – New York, 8 april 2007) was een Amerikaans beeldhouwer, schilder en tekenaar. Zijn werk wordt geassocieerd met diverse stromingen in de moderne kunst, zoals conceptuele kunst en minimal art.

## Biografie
LeWitt was een zoon van Russisch-joodse immigranten. Hij volgde een kunstopleiding aan de universiteit van Syracuse en maakte in 1949 een kunstreis door Europa om de oude meesters te leren kennen. In 1953 verhuisde hij naar New York, waar hij een tijdje nachtwaker was in het Museum of Modern Art. Hij zou er 25 jaar later zelf een grote tentoonstelling hebben met zijn beeldend werk. Hij bracht een jaar door als graficus op het kantoor van de architect I.M. Pei waar hij driedimensionaal leerde werken. Zijn eerste tentoonstelling vond in 1965 plaats in de John Daniels Gallery te New York. LeWitt, bekend als een bescheiden kunstenaar met grote faam, liet het werk voor zich spreken en meed de media.

## Zijn werk
LeWitt heeft sinds 1965 honderden solo-exposities gehad in musea en galeries in de Verenigde Staten en Europa. Zijn werk varieert van tweedimensionale werken als Wall drawings, waarvan hij er meer dan 1200 heeft gecreëerd, en foto's en honderden werken op papier tot driedimensionale sculpturen (of structures, waarvan hij bij voorkeur sprak) als 'towers', 'pyramids' en 'geometric forms'. Deze werken variëren in formaat van maquette tot monumentaal.

## Stijlkenmerken
Het werk van Sol LeWitt wordt gerekend tot de minimal art, net als andere conceptuele kunstrichtingen een kunstrichting waar de betekenis meer ligt in de ideeën dan in de materiële uitwerking ervan. Of anders gezegd: de uitvoering was minder belangrijk dan het concept. Hij schreef: "Banale ideeën kun je niet redden door een degelijke uitvoering, het is moeilijker om goede ideeën te verprutsen." Opvallend bleef LeWitt werken met basisvormen zoals bol, driehoek en kubus, meestal in glad en wit materiaal. De ruimtelijke constructies van LeWitt tonen veelvuldig de ribbenstructuur van witgeschilderde kubussen of delen daarvan, in gevarieerde reeksen en gerangschikt volgens bepaalde modules. De systematiek, gebaseerd op beslissingen over onder meer vorm, structuur, ordening en maat, ligt steeds vast in concepten die het uitgangspunt vormen voor al het werk van LeWitt.

## Tentoonstellingen
Het Museum of Modern Art in New York gaf LeWitt een eerste retrospectieve in 1978/79, een expositie die verschillende Amerikaanse steden aandeed. Andere belangrijke tentoonstellingen volgden, waaronder: Wall Drawings 1968-1984, in 1984 in het Stedelijk Museum Amsterdam (georganiseerd door Edy de Wilde, Jan Debbaut en Alexander van Grevenstein); Sol LeWitt Drawings 1958-1992, in 1992 georganiseerd door het Gemeentemuseum Den Haag, welke tentoonstelling de volgende drie jaar in musea in Engeland, Duitsland, Zwitserland, Frankrijk, Spanje en de Verenigde Staten te zien was; en Sol LeWitt Prints: 1970-1995, een reizende overzichtsexpositie in 1996 georganiseerd door het Museum of Modern Art.

## Collecties in Nederland en België
- Beeldenpark van het Kröller-Müller Museum in Otterlo: Six Sided Tower (1993)
- Bonnefantenmuseum in Maastricht: 16 werken, o.a. Complex Forms no. 8 (1988), Long Pyramid (1994), Part of a Cube (1999) en Wall Drawing #1239 Scribbles: (Bonnefanten) (2007)
- Gemeentemuseum Den Haag: Serieel project Nr. 1: Groep B en Model voor het reliëf met geometrische figuren
- Van Abbemuseum in Eindhoven: Wall Structure (1972) en Rip nrs. 215, 230 en 326 (tekeningen)
- Stedelijk Museum voor Actuele Kunst in Gent: Semi-Cube en Wall Drawing Nr.36
- Stedelijk Museum (Amsterdam): Wall drawing #1084 (2003)[3]

## Fotogalerij

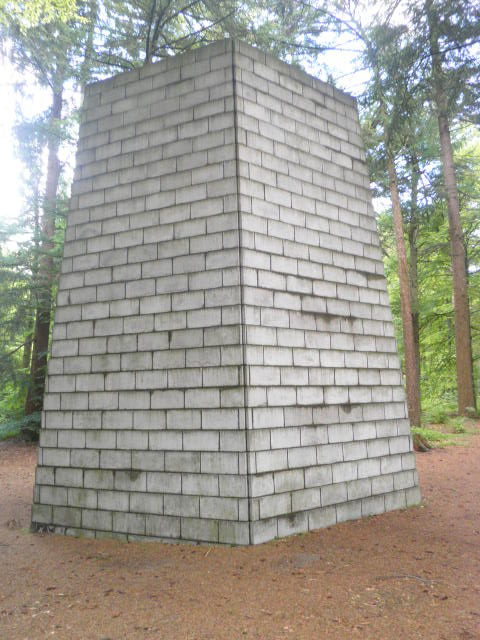
Six-sided tower (1993), Kröller-Müller Museum
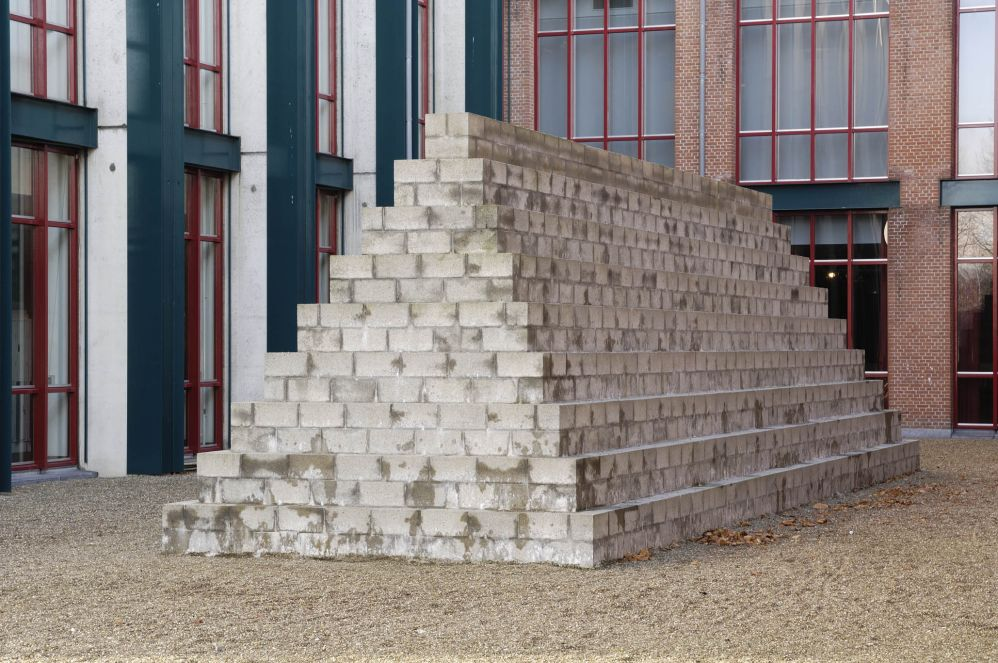
Long Pyramid (1994), Maastricht
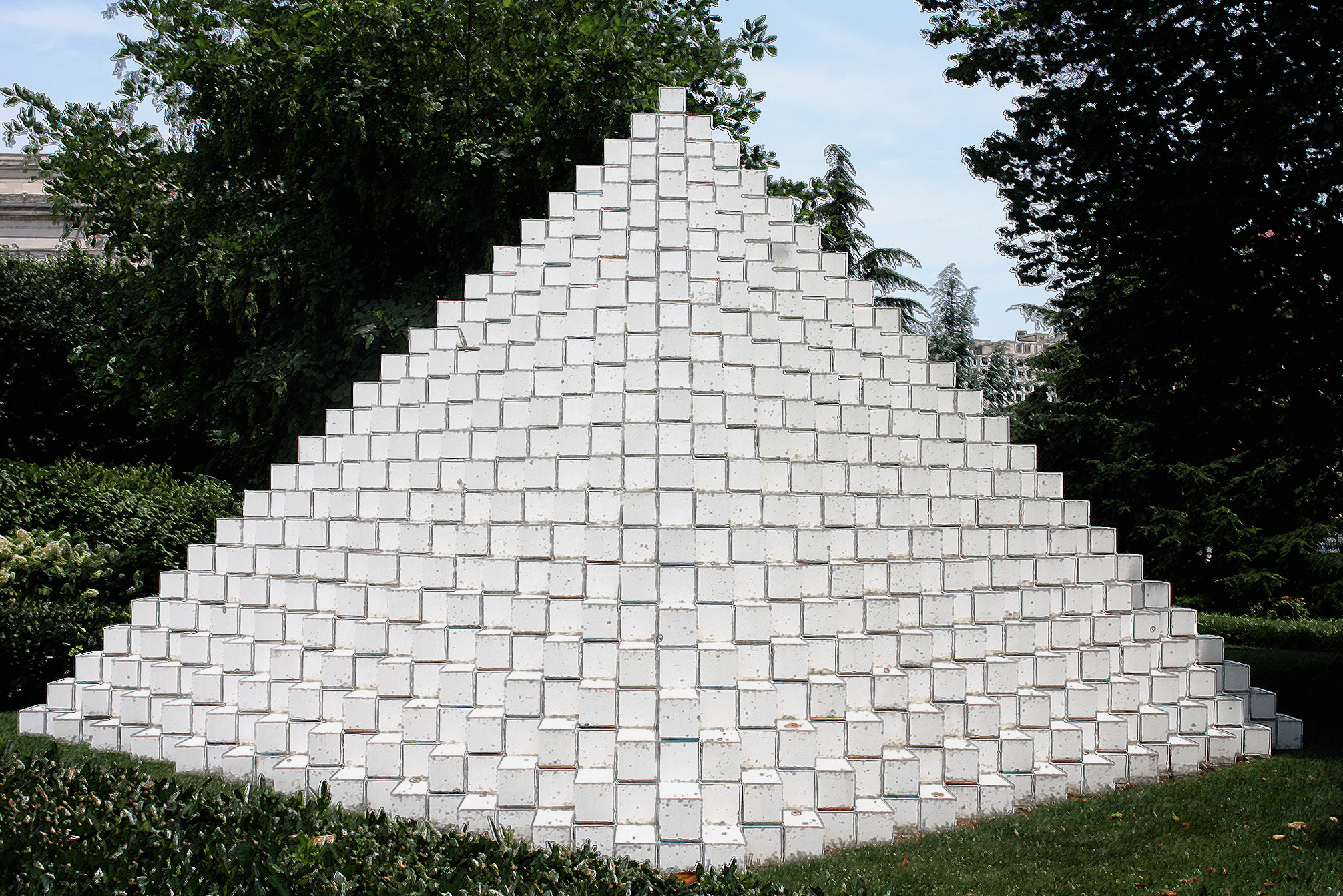
Four Sided Pyramid (1999), Washington D.C.
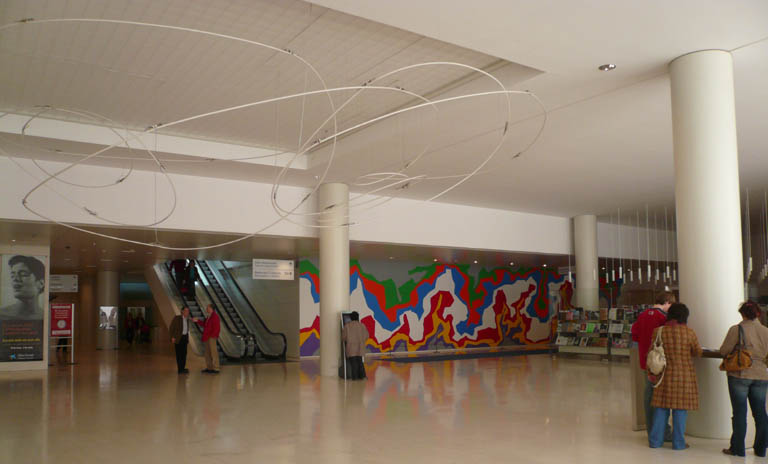
Muurschildering Splat (2001), Barcelona